# باغ قلهک

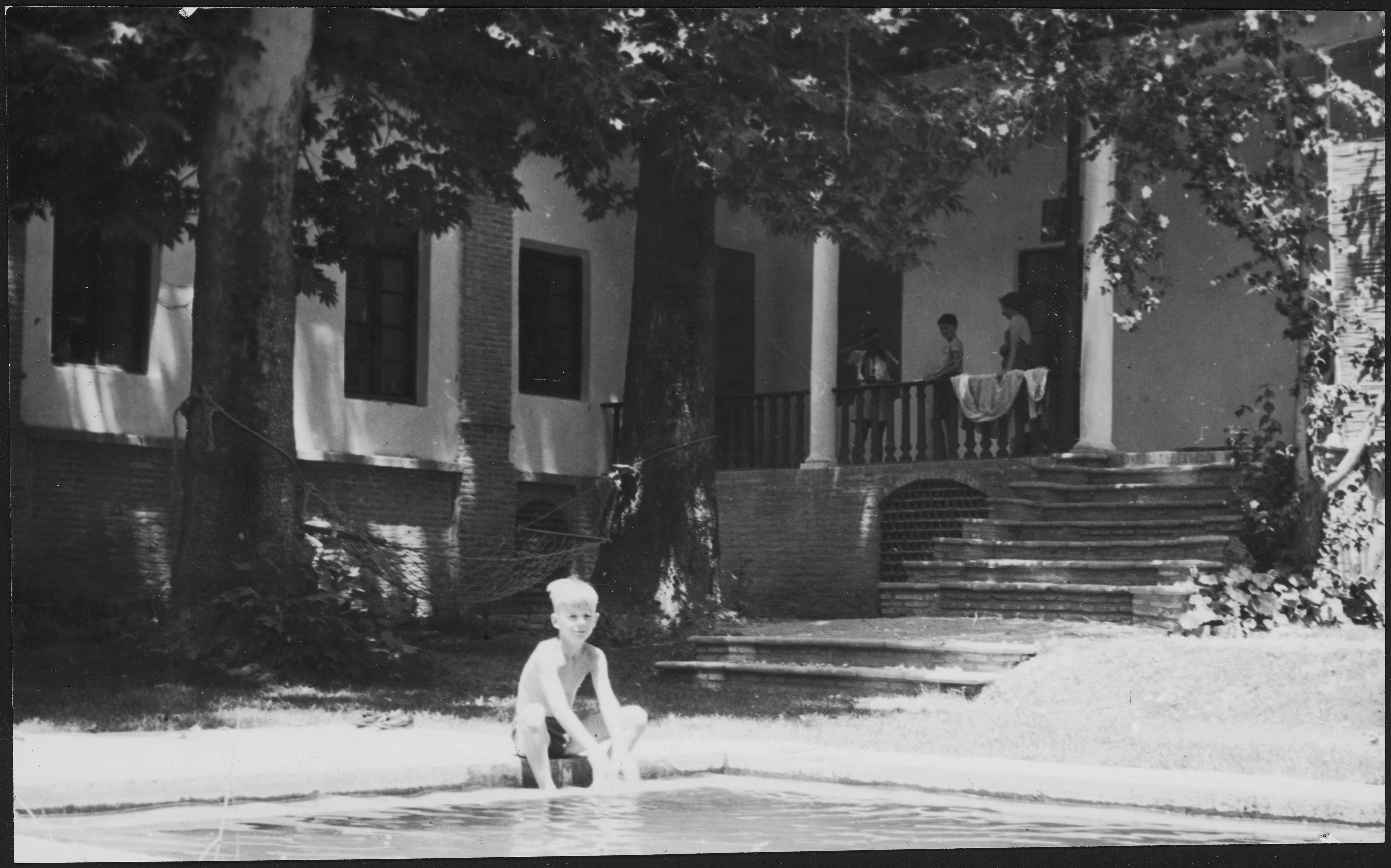
نمایی از عمارت درون باغ قلهک حدود سال ۱۳۱۸ شمسی (عکاس: آنه ماری شوارتسنباخ)

باغ قلهک از آثار مربوط به دورهٔ قاجار است. این اثر در تهران، خیابان شریعتی، محله قلهک، حد فاصل خیابان دولت و پل صدر، پلاک ۴۹۳ واقع شده است و در تاریخ ۱ مهر ۱۳۸۲ با شمارهٔ ثبت ۱۰۴۰۵ به ‌عنوان یکی از آثار ملی ایران به ثبت رسیده‌است.
این باغ به وسعت ۱۷ هکتار در زمان قاجار و به فرمان پادشاه وقت در اختیار دولت انگلیس قرار گرفت. در سال‌های پیش از ۲۰۰۷ (میلادی) بخش عمده‌ای از آن به دفتر شورای فرهنگی بریتانیا اختصاص یافت. با این حال، پس از بالا گرفتن برخی اختلافات سیاسی در چند سال پیش از ۲۰۰۷ میان ایران و بریتانیا، لزوم پس گرفتن این باغ از سوی برخی فعالان سیاسی و همچنین نمایندگان مجلس شورای اسلامی مطرح شد. دولت بریتانیا مدعی است که این باغ را از دولت قاجار خریداری کرده ولی مجلس شورای اسلامی می‌گوید این باغ اجاره ۹۰ ساله بوده؛ و دولت بریتانیا باید آن را پس بدهد.
این باغ دارای امکاناتی چون: استخر روباز، زمین تنیس، زمین فوتبال، باشگاه اسب سواری و غیره است.
به دستور ملکه الیزابت،گورستان کمیسیون جنگ‌های مشترک المنافع در سال  ۱۳۳۹  در طی سفر او به تهران تأسیس شد.
این باغ همچنین محلی برای اسکان کارمندان دارد.
باغ قلهک دارای مجموعه‌ای برای اسکان سفیر داشته که هم‌اکنون از ان استفاده نمی‌شود.

## تاریخچه
محمدشاه قاجار فکرش را نمی کرد بخشش کرایه ماهانه ۳۰ تومان باغ قلهک به انگلیسی ها، این باغ را تا ۱۷۰ سال بعد در سیطره سفارت انگلستان نگه دارد. آن زمان سفیر انگلستان این باغ را به منظور گردش تابستانه و به عنوان تفرجگاهی برای کارکنان سفارت اجاره کرده بود و حتی برخی از امور سفارت طی فصول بهار و تابستان در این باغ انجام می شد. یکی از ۷ قنات پرآب قلهک هم درست در این باغ قرار داشت و درختان این باغ ۱۷ هکتاری را سیراب می کرد.

## رویدادها
یکی از مهمترین رویدادهای این باغ پناه دادن به آزادی خواهانی بود که از ماجرای به توپ بستن مجلس فرار کرده بودند. در آن زمان سیاست های روسیه و انگلستان در ایران در دو قطب مخالف یکدیگر قرار داشت. بعد از اینکه مجلس شورای ملی به دستور لیاخوف روسی به توپ بسته شد، سفارت انگلستان به این افراد پناه داد. بعد هم سر و کله بازاریان و دیگر آزادی خواهان در باغ قلهک پیدا شد که در آنجا تحصن کرده بودند. «سید عبدالله بهبهانی» از سران مشروطه در خاطراتش می نویسد: «شمار زیادی از روحانیون و بازاریان و مردم دیگر در باغ قلهک بست نشستند و درخواست کردند سفیر انگلیس به آنها امان دهد و در حمایت از آنان و تحقق خواسته‌هایشان اقدام کند. این جمعیت تعدادشان تا حدود ۱۴ هزار نفر نیز روایت شده است که بیشتر اهل بازار بودند و باغ سفارت را پر کردند.» انگلستان از این فرصت استفاده کرد و به تحصن کننده ها امان داده بود. همان روز بساط دیگ های پلو برای پذیرایی از تحصن کنندگان در باغ قلهک برپا شد.
از بین تمامی جلسات برپاشده در باغ سفارت  بریتانیا، مرموزترین جلسات، برپایی نشست‌های فراماسون‌ها در این باغ بود. در دوره پهلوی اول، با وجود آنکه در پی اختلاف بین رضا شاه و محمدعلی فروغی، وی از کار برکنار و خانه‌نشین شده بود، اما دست‌های خوفناک، پرقدرت و نامرئی فراماسون‌ها از فراموش‌خانه انگلیسی‌ها در باغ قلهک بیرون آمد و رضاشاه را مجبور به بازگرداندن فروغی کرد.
در ادامه، فروغی که خود استاد اعظم لژهای ماسونی در ایران بود، به دفعات به همراه نمایندگانی از آمریکا و انگلیس و از جمله شخص سفیر انگلیس در فراموش‌خانه باغ قلهک گردهم جمع شدند و سعی کردند تاریخ ایران را رقم زنند. پادشاهی محمدرضا پهلوی یکی از نتایج همین جلسات بود.

## گورستان کمیسیون جنگ‌های مشترک المنافع
گورستان کمیسیون جنگ‌های مشترک المنافع در جنوب این باغ و ضلع شمالی خیابان شهید کلاهدوز (دولت) با دری چوبی و قدیمی و وسعتی چند هزار متری قرار گرفته است. سال ۱۳۳۹ بود که ملکه الیزابت به ایران سفر کرد و وقتی چشمش به باغ قلهک خورد دستور داد تا در گوشه‌ای از این باغ گورستان بین‌المللی «کمیسیون جنگ‌های مشترک المنافع» را تأسیس کنند. تا پیش از سال ۱۳۳۹ که دیوارهای آجری محوطه قبرستان را از باغ قلهک جدا کنند، اینجا بخشی از باغ سفارت انگلستان بود. تا آن زمان در ایران قبرستان کمیسیون جنگ‌های مشترک‌المنافع هنوز ساخته نشده بود. این کمیسیون سال ۱۹۱۷ با ۶ عضو اصلی استرالیا، کانادا، هندوستان، نیوزیلند، آفریقای جنوبی و انگلستان کار خود را آغاز کرد.اگر از خیابان شریعتی وارد خیابان شهید کلاهدوز شوید، می‌توانید گنبد فیروزه‌ای رنگی را که بنای یادبود تعدادی از کشته‌شدگان است، ببینید. از سردر گورستان و از روی صلیب‌های نصب شده روی قبور و نیز تاریخ‌هایی که روی سنگ‌ها وجود دارد چنین به‌نظر می‌رسد که این گورستان صرفا به اجساد سربازان متفقین که در ایران مرده‌اند، در جریان سال‌های ۱۲۹۳ تا ۱۲۹۷ هـ.ش (۱۹۱۴ تا ۱۹۱۸ میلادی) که جنگ جهانی اول در جریان بوده و همچنین سال‌های ۱۳۱۸ تا ۱۳۲۴ هـ.ش (۱۹۳۹ تا ۱۹۴۵ میلادی) که جنگ جهانی دوم در جریان بوده است، اختصاص دارد. علاوه بر نظامیان، برخی از دیپلمات‌های انگلیسی و اعضای خانواده‌های آنان هم که در تهران فوت شده‌اند، در این گورستان دفن هستند.

## مالکیت باغ
طبق منابع وزارت امور خارجه، سندی درخصوص تملک انگلیسی‌ها بر این باغ وجود ندارد. قدیمی‌ترین سند مکتوب که به این موضوع مربوط می‌شود به تاریخ ۱۲۷۸ قمری می‌رسد که نامه تشکر سفیر انگلیس به خاطر واگذاری باغ قلهک است.

در سال ۱۳۹۱، سخنانی از عبدالحسین حائری، شائبه گم شدن سند اجاره این باغ را که در مرکز اسناد مجلس شورای اسلامی نگهداری می شد ایجاد کرد. این مطلب توسط موسی فقیه حقانی رد شد و به اسناد دیگری در این موضوع اشاره شد. به گفته علی ططری رئیس وقت کتابخانه، چنین سندی که مورد ادعای حائری بود، توسط کسی دیگر گزارش و مشاهده نشده است و هم اکنون در کتابخانه وجود ندارد.